# Figyelmessy Fülöp
Figyelmessy Fülöp (eredeti nevén: Merksz Fülöp, Amerikában használt nevén Philip Figyelmessy) (Pest, Józsefváros, 1821. december 30. – Philadelphia, Pennsylvania, USA, 1907. július 27.) honvéd őrnagy, az amerikai polgárháborúban az északiak ezredese.

## Élete
Apja, Merksz Antal egy dúsgazdag földbirtokos volt, aki kiterjedt marhatenyésztést folytatott, és több vágóhídja is volt. Nagy tiszteletben tartott ember volt, és több gyerekkel volt megáldva. Édesanyja Haberl Klára. Fülöp gyerekkorától katona akart lenni. Apja a fia kívánsága szerint beíratta a híres bécsújhelyi Theresianum Katonai Akadémiába, és ennek elvégzése után császári huszártiszt lett.
Megismerkedett Csázy Klárával, és szerelmes lett bele, de sem az ő, sem Klára apja nem tartotta jónak, hogy katonatiszt létére tele veszélyekkel és kevés anyagi alappal családot alapítson. Figyelmessy leszerelt, és apja üzletében helyezkedett el, és a pár 1846. május 10-én összeházasodott.
Civil karrierje nem volt hosszantartó, mert 1848-ban Kossuth követelései és békés tárgyalásai a Habsburg-monarchiával megszakadtak, és rövidesen fegyveres összecsapás szélén álltak. A hirtelenjében összetoborzott hazafiak hadseregének kiképzett tisztekre volt szüksége. Figyelmessy is rögtön bevonult, és a Bocskai-regiment kapitánya lett.
A szabadságharcban a Bocskai-huszárezred kapitánya, majd őrnagya volt. Komárom kapitulációjakor menlevelet kapott, de politikai üldözöttek támogatása miatt azt érvénytelenítették. Törökországba menekült. Az emigrációban Kossuth bizalmas embere. Az önkényuralom éveiben három alkalommal járt illegálisan Magyarországon. 1851 júliusában Makk József megbízatásával érkezett Pestre. 1852 elején Kossuth utasítását közvetítette, 1853-ban Kossuth-dollárokat és proklamációkat hozott. Nagy-Britanniában is Kossuth mellett maradt.
1859-ben az itáliai Magyar Légióba jelentkezett, és magyar huszárezred parancsnokaként vett részt Garibaldi harcaiban, Figyelmessy parancsnoksága alatt harcolt egyik legjobb barátja, Szabad Imre, a 48-as kormány minisztériumi tisztviselője, a későbbi észak-amerikai ezredes és Dunka Miklós hadnagy, aki később az amerikai polgárháborúban halt hősi halált. A híres Magyar Légiót kísérte az 57 éves Alexandre Dumas is mint egy párizsi újság haditudósítója. George Macaulay Trevelyan angol történész külön dicsérte és kiemelte Figyelmessyt a vakmerő és hírhedt 200 fős magyar lovascsapat élén, akik nagyban hozzájárultak Garibaldi győzelmeihez, lévén az egyetlen lovas egység Garibaldi hadseregében.
1861. április 23-án Vetter Antal von Doggenfeld tábornok volt a magyar légiók főparancsnoka, Figyelmessy őrnagy pedig a magyar légiók huszárrészlegének parancsnoka. Hatalmas szakmai tudása ellenére Vetter Antal nem volt népszerű a honvédsereg tisztjei körében. Vetter és Figyelmessy lóháton ült, szóváltásra került a sor. Ennek során Figyelmessyt megsértette Vetter, mire Figyelmessy mérgében lerúgta Vetter tábornokot az egész hadsereg előtt a lováról. Figyelmessyt letartóztatták, és hadbíróság elé állították, de csak egy pár hónapi házi őrizet lett a büntetése. Vettert leváltották, és Ihász Dániel, egy másik Kossuth-párti katonatiszt vette át Vetter parancsnokságát. Hamar nagyon népszerű lett katonái körében, akik tűzbe mentek volna érte. Figyelmessy az incidensen csak nevetett, de elhatározta, hogy leszerel, és kilép a hadseregből. Először Nagy-Britanniába, majd az Egyesült Államokba utazott, ahol a polgárháború előszelei fújdogáltak. New York-ba 1861. december 4-én érkezett, és rövidesen felesége, Klára is csatlakozott hozzá.

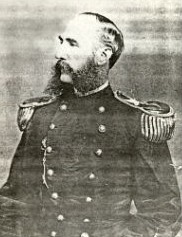
Figyelmessy Fülöp az amerikai polgárháború idején (1862)

Kossuth ajánlólevelet adott Figyelmessynek Abraham Lincoln elnöknek címezve, aki Figyelmessyt huszárezredessé nevezte ki, és megtette John C. Frémont tábornok hadsegédjének. Frémont feladata volt, hogy a hírhedt konföderációs tábornokot, „Kőfal” Jacksont megállítsa. Figyelmessy Frémont tábornok alatt mint huszárezredes harcolt, és a Round Hill-i csatában a déli hadsereg ellen Figyelmessy magyar huszárregimentjének bátor támadása megfordította a csata kimenetelét. Frémont tábornok Strasbourgból 1862. június 2-án küldött külön jelentésben kiemelte Figyelmessy és huszár regimentje fontos szerepét a csatában, Lincoln elnök hadititkárának, Edwin M. Stantonnak szóló jelentésében: A tisztek, akik különösen kitüntették magukat a lovas támadásban tegnap este, az Figyelmessy ezredes volt az én személyzetemből. Nem sokkal ezután Figyelmessyt előléptették a hadsereg főszemlélőjévé.
1865-ben megsérült, mert a lova teljes súlyával a lábára zuhant. Emiatt majdnem amputálni kellett a lábát, de szerencsére sikerült megmenteni, habár ezután már sántított.
Lincoln elnök konzulnak nevezte ki, és 1865-től 1878-ig amerikai konzul volt Brit Guyanában. 1872-ben Klára trópusi betegségben elhunyt.
1875-ben Figyelmessy megismerkedett Elizával, Samuel S. Haldeman professzor leányával és december 25-én feleségül vette őt. Eliza egy nagyon művelt hölgy volt, aki többek között Párizsban tanult festőművész barátnője, Mary Cassatt mellett. Két fiuk született ebből a házasságból, Lajos, aki Kossuth után kapta a nevét, 1877-ben, és Sámuel Haldeman, aki Eliza apja után kapta nevét, 1880-ban. Eliza egy könyvben számolt be a család életéről Két fiú a trópuson (Two Boys in the Tropics) cím alatt.
1887-ben Figyelmessyt visszahívták az Egyesült Államokba, és letelepedett Marietta városában, Harrisburg mellett. 1889. április 8-án a 12 éves Lajos az ottani folyóba, a Susquehannába fulladt.
1891-ben egy időre Svájcba költözött családjával. 1892-ben ott volt Kossuth Lajos kilencvenedik születésnapján. Ez alkalommal Kossuth megajándékozta Figyelmessyt a díszkardjával, amit a török szultántól kapott. Kalandjait és emlékeit Elizának mind lediktálta. (Dr. Kacziány Géza később ezt a kéziratot megvette, magyar nyelvre fordította, majd Budapesten 1914-ben több fejezetre bontva jelentette meg. Az utolsó kiadást az első világháború kitörése előtt adta ki. Az eredeti kézirat elveszett.)
Amikor Kossuth meghalt, ott volt mellette. Ezután visszatért az USA-ba.
Figyelmessy 1907. július 27-én halt meg. Felesége, Eliza csak három évvel élte túl férjét.
Sámuel, Figyelmessy egyetlen életben maradt fia építészmérnöknek tanult, és imádott repülni, repülőhadnagy volt. Két súlyos baleset ellenére továbbra is mint "daredevil airman" bemutatókon vett részt. 1915. augusztus 22-én elkerülve, hogy a gépe belerohanjon a nézők tömegébe, célba vett egy villanypóznát és ott ronccsá tört a gépe. Figyelmessy Sámuel ebben a balesetben szerzett sérüléseibe belehalt.
A Figyelmessy család mind a négy tagja ott nyugszik egymás mellett a Pennsylvania állambeli Lancaster City Marietta temetőjében.